# The Midnight Call
The Midnight Call est un film muet américain réalisé par Fred Huntley et sorti en 1914.

## Fiche technique
- Réalisation : Fred Huntley
- Scénario : James Oliver Curwood, d'après son histoire
- Production : William Selig
- Date de sortie : 
  - États-Unis : 31 mars 1914

## Distribution
- Harold Lockwood : Docteur Bronte
- Mabel Van Buren : Doris
- Lillian Hayward : Mrs Lawler
- Henry Otto : Lawler Jr
- George Hernandez : Lawler Sr
- Gordon Sackville : le détective